# Swiss Open Gstaad 2004
Lo Swiss Open Gstaad 2004 è stato un torneo di tennis giocato sulla terra rossa. È stata la 90ª edizione dello Swiss Open Gstaad, che fa parte della categoria International Series nell'ambito dell'ATP Tour 2004. Si è giocato al Roy Emerson Arena di Gstaad in Svizzera, dal 5 all'11 luglio 2004.

## Campioni

### Singolare
Roger Federer ha battuto in finale  Igor' Andreev con il punteggio di 6–2, 6–3, 5–7, 6–3

### Doppio
Leander Paes /  David Rikl hanno battuto in finale  Marc Rosset /  Stan Wawrinka con il punteggio di 6–4, 6–2